# 察布查尔良繁场
察布查尔良繁场，是中华人民共和国新疆维吾尔自治区伊犁哈萨克自治州察布查尔锡伯自治县下辖的一个乡镇级行政单位。

## 行政区划
察布查尔良繁场下辖以下地区：
一连、二连、三连和业连。